# Serjania sphenocarpa
Serjania sphenocarpa är en kinesträdsväxtart som beskrevs av Ludwig Radlkofer. Serjania sphenocarpa ingår i släktet Serjania och familjen kinesträdsväxter. Inga underarter finns listade i Catalogue of Life.